# Армянские колонии
 Армя́нские коло́нии — поселения армян во многих странах мира за пределами исторической Армении, основанные преимущественно вследствие геноцида 1915 года, места компактного проживания армян, где они долго сохраняли свой национальный облик — язык, быт, традиции. Показателями существования колонии являются наличие своей церкви и национальной школы.

## История
Армянские колонии возникли в результате массовых переселений и депортаций армян из Армении, в связи с непрерывными войнами на территории Армении, тяжелым экономическим, национальным и религиозным гнётом иноземных захватчиков. До начала V века армянские колонии сложились в странах Ближнего Востока.
В дальнейшем, в результате арабского владычества (VII-IX вв.) и нашествий сельджуков (XI век) эмиграция приняла более массовый характер, распространившись на Европу, города Золотой Орды, Крым, Польшу, Украину. В XI—XIV веках увеличилось число армян в Византии, Египте, Сирии, Ливане, образовались большие армянские колонии в Галиции, Молдавии, Венгрии и других районах. На рубеже XIV века увеличивается переселение армян в Грузию, Малую Азию, Россию, Крым. В начале XVII века армяне основали в Иране город Новая Джульфа. Торговые компании этой крупной армянской колонии были связаны со многими странами мира. В начале XVIII века много армян переселилось из Ирана в Индию, Китай, Бирму, на Филиппины, Яву.
В России армянские колонии существовали в Петербурге, Москве, Астрахани, а также на Северном Кавказе. В 1778—1779 годах армяне основали в устье Дона несколько сёл и город Нор-Нахичеван. В армянских колониях шла оживленная общественно-политическая жизнь, в них открывались школы, типографии, театры. Армянские колонии играли значительную роль в развитии армянской культуры и литературы. В 1512 году ими было основано армянское книгопечатание в Венеции. Армянские колонии сыграли большую роль в освободительном движении армянского народа.
В Первой мировой войне 1914-18 годов Османская империя, учинив в Западной Армении массовую резню, выселила 600 тысяч армян в Сирию и Ирак. Часть уцелевших армян обосновалась в странах Ближнего Востока, Египте, остальные выехали в Европу и Америку. Одновременно более 350 тысяч армян переселилось в Россию (главным образом на Кавказ).
Во время 2-й мировой войны 1939—1945 годов прогрессивные армяне армянских колоний Франции, Румынии, Болгарии и других стран с оружием в руках боролись против фашизма, организовывали сбор средств на строительство танковых колонн для Советской Армии. В 1924—1936 и в 1946—1967 годах в Армянскую ССР репатриировалось около 200 тысяч армян.
Ныне крупные армянские колонии существуют в США, Иране, Турции, Ливане, Франции, Сирии, Аргентине, Египте, Иордании, Болгарии, Ираке, Бразилии, Канаде, Австралии и других странах. Во всех армянских колониях имеются землячества, армянские школы, издаются книги, журналы, газеты.